# Маленька господиня великого будинку
Маленька господиня великого будинку (англ. The Little Lady of the Big House) — роман американського письменника Джека Лондона. Останній роман, опублікований за життя митця.

## Сюжет
Історія базується на любовному трикутнику. Головний герой — Дік Форест — власник ранчо, наділений неабиякими творчими здібностями. Його дружина, Паула, — розумна, жвава та приваблива жінка, яка згодом закохується в Евана Грема — старого друга її чоловіка. Не в змозі обрати між двома чоловіками, жінка вчиняє самогубство.

## Історія створення
Джек Лондон прожив, хоч і недовге, проте дуже цікаве і насичене життя, сповнене романтики та різноманітних пригод. Творчий шлях автора був тернистим, він дуже довго вів наполегливу боротьбу за своє право на визнання. У своїх персонажів Джек Лондон закладав характери реальних людей, які зустрічались йому на життєвому шляху. Всі вони наділені мужністю, благородством, життєлюбством та жагою до справедливості.
Життя героїв «Маленької господині» — втілення уявлень письменника про ідеальне життя у складні часи в Америці. В романі Джек Лондон намагався зобразити «людину природи», яка вперто бореться з цинічними порядками тогочасного світу. Мирне фермерське життя, сімейне щастя, зображені у творі, — це те, чого прагнув митець в останні роки свого життя.
«Маленьку господиню великого будинку» письменник вважав кращим своїм твором. Проте, незважаючи на це, роман був розкритикований сучасниками автора. Він помітно відрізняється від усіх попередніх творів письменника, тому його звинувачували у відсутності того справжнього драматизму обставин, що висвітлює духовну та моральну сутність персонажів.

## Екранізації
Маленька господиня великого будинку (The Little Fool) — 1921 р. США, тривалість 60 хв.